# Arroyo Coladeras
El Arroyo Coladeras es un curso de agua uruguayo que atraviesa el departamento de Río Negro perteneciente a la cuenca hidrográfica del Río de la Plata.
Nace en la Cuchilla de Haedo y desemboca en el río Negro tras recorrer alrededor de 26 km.